# 合併財務報表
合併財務報表是會計學和會計實務中使用的術語。由兩個或兩個以上具有控股、從屬關係的公司組成的集團（企業集團）被視為單一實體，由母公司綜合報告企業集團的財務狀況、經營成果和現金流量狀況。製作合併財務報表的過程稱為合併財務報表或合併會計。
與合併財務報表不同，針對以法律形式上的公司所製作的財務報表稱為「個別財務報表」或「非合併財務報表」。
除非另有異議，本文將以现行日本會計準則來撰寫。

## 概述
合併財務報表是由合併資產負債表、合併利潤表、合併綜合損益表、合併股東權益變動表及合併現金流量表組成。
企業集團（合併企業集團）是製作合併財務報表的基礎，由母公司及其合併子公司組成。由於子公司的所有管理決策基本上都是由母公司制訂，因此企業集團可以被視為一個整體有效地進行其業務活動。因此，在財務報告方面，有必要超越單一公司的框架，從企業集團整體的角度來製作和公開財務報表。
讓我們舉一個極端的例子來了解合併財務報表的必要性。例如，假設母公司是一家控股公司，並構成一個包括其附屬子公司在內的企業集團。此時，僅子公司股票以取得成本作為資產計入母公司的個人資產負債表，僅從子公司收到的股利作為收益計入母公司的個人利潤表。然而，僅從個別財務報表中列示的資訊無法掌握母公司透過子公司進行業務活動的詳細情況。合併財務報表對於適當公開企業集團（包括其子公司）的業務和管理活動的實際狀況至關重要。

## 製作方法
合併財務報表是透過將構成企業集團的各公司的個別財務報表合併在一起，然後對企業集團內的交易進行調整來製作的。例如，假設在由母公司P和子公司S組成的企業集團中，P公司個別財務報表上的借款為100，S公司個別財務報表上的應付貸款為50。在這種情況下，如果P公司與S公司之間不存在借貸關係，則合併財務報表中的借款金額將為150（=100+50）。然而，如果S公司的貸款中有20筆來自P公司，則合併財務報表中的貸款將為130（= 100 + 50 - 20）（同時，P公司的貸款將減少20）。
製作合併財務報表時所進行的修訂大致分為兩類：資本合併及績效合併。

### 個別財務報表調整
在製作合併財務報表之前，必要時先對個別財務報表進行修訂。
子公司的所有資產和負債均以取得控制權之日（母公司取得子公司控制權之日）的市場價值計價。此時，資產和負債的市場價值與子公司個別財務報表中的金額之間的差額（價值差額）應視為子公司的資本。請注意，該公允價值評估程序並不意味著所謂的市值計價會計，並且不反映取得控制權後的市場價值變化（金融工具等除外）。
另外，母公司與合併子公司的會計準則和會計程序不一致的話，原則上應統一。

### 資本整合
母公司對子公司的投資（子公司股票）必須沖減子公司相應的資本（投資和資本的抵銷）。投資和資本的消除以及隨之而來的調整統稱為資本合併。

#### 投資和資本的互相消除
根據母公司對子公司投資當日的市場價值。此外，子公司的資本還包括股東權益、估價/折算差額等，以及子公司個別資產負債表淨資產部分的估值差異。
子公司資本中屬於母公司的部分與投資相抵銷，其差額作為商譽（或負商譽）處理。
子公司股權中屬於母公司以外的股東（少數股東）的部分，作為少數股東權益在合併資產負債表淨資產中列示。

#### 取得控制權後之盈餘變動等
子公司取得控制權後發生的留存收益變動中，歸屬於母公司的部分作為留存收益變動在合併財務報表中處理，歸屬於少數股東的部分轉入非控股股東。控制權益。子公司的估價、匯兌差額等也是如此。
因此，非控股股東權益是指歸屬於非控制股東的子公司資本（股東權益、估值/折算差額等以及估值差異之和）的金額。

#### 取得控制權後之股權變動
取得控制權後，因追加收購或部分出售子公司股權而發生所有權變更的，按如下處理。
當增持子公司股權時（母公司股權增加時），增持股權對應的權益從少數股東權益中沖減，因增持而增加的母公司股權沖減追加投資額。擦掉。追加股權與追加投資金額之間的差額，作為追加資本。
如果子公司出售部分股份（母公司權益減少），則所出售股票對應的權益從母公司權益中減少，少數股東權益增加。因出售而減少的母公司股權與投資減少的差額，作為資本公積。
根據國際財務報告準則（IFRS），無論股權增加或減少，母公司的股權和少數股東權益都只是簡單地轉移。

### 結果合併
在製作合併財務報表時所做的修改中，除上述資本合併以外的其他修改稱為結果合併。

#### 合併公司之間的應收帳款、債務等的消除
合併公司之間的債權債務相互抵銷。需要抵銷的應收帳款和應付帳款包括預付費用、應計收入、未實現收入以及與合併公司之間的交易相關的應計費用。此外，任何明確為合併公司保留的準備金都將進行調整。

#### 合併公司間的交易金額的抵銷
與合併公司之間的產品銷售和採購以及其他交易相關的項目透過抵銷予以抵銷。

#### 未實現損益的消除
存貨、固定資產和其他透過合併公司之間交易取得的資產中的未實現損益全部予以抵銷。但是，對於未實現的損失，賣方帳面價值中被視為無法收回的部分不會予以抵銷。賣方子公司存在少數股東的，其未實現損益依持股比例分配至母公司股東權益及少數股東權益。

### 權益法的應用
在合併財務報表中，對未納入合併範圍的子公司及聯營公司的投資（股票）採用權益法核算。

## 註記
合併財務報表中註明了以下項目：
- (1) 合併範圍等 - 納入合併範圍的子公司、未納入合併範圍的子公司、其他與合併政策相關的重要事項以及發生重大變更的情況及其原因。
- (2) 會計年度結束日不同的子公司 - 如果子公司的會計年度結束日與合併會計年度結束日不同，則提供該子公司的會計年度結束日及具體執行的財務結算程序摘要以便鞏固。
- (3)會計原則及程序等
  - [1]重要資產的計價標準、折舊方法及其改變的情況、原因及影響。
  - [2] 母公司與其他子公司所採用的會計原則和會計程序有特殊差異的，應予以摘要。
- (4)其他對確定企業集團財務狀況、經營成果及現金流量狀況重要的事項。
  - 重要後續事件
  - 新設子公司納入合併範圍
  - 追加收購子公司股票
  - 出售部分子公司股份等

## 相關項目
- 財務報表
- 子公司
- 權益法
- 企業合併會計

## 外部連結
- 如何製作合併損益表 （页面存档备份，存于）